# Грегорі Бурійон
Грегорі Бурійон (фр. Grégory Bourillon, нар. 1 липня 1984, Лаваль) — французький футболіст, що грав на позиції захисника.
Виступав, зокрема, за клуби «Ренн» та «Парі Сен-Жермен», а також молодіжну збірну Франції.
Володар Кубка французької ліги.

## Клубна кар'єра
Народився 1 липня 1984 року в місті Лаваль. Вихованець футбольної школи клубу «Ренн». Дорослу футбольну кар'єру розпочав 2002 року в основній команді того ж клубу, в якій провів п'ять сезонів, взявши участь у 114 матчах чемпіонату. Більшість часу, проведеного у складі «Ренна», був основним гравцем захисту команди.
Своєю грою за цю команду привернув увагу представників тренерського штабу клубу «Парі Сен-Жермен», до складу якого приєднався 2007 року. Відіграв за паризьку команду наступні три сезони своєї ігрової кар'єри. За цей час виборов титул володаря Кубка французької ліги.
Згодом з 2010 по 2017 рік грав у складі команд «Лор'ян», «Лор'ян-2», «Реймс» та «Анже».
Завершив ігрову кар'єру у команді «Шатору», за яку виступав протягом 2017—2019 років.

## Виступи за збірну
Протягом 2004–2007 років залучався до складу молодіжної збірної Франції. На молодіжному рівні зіграв у 19 офіційних матчах.

## Титули і досягнення
- Володар Кубка французької ліги (1):

«Парі Сен-Жермен»: 2007-2008